# Евергрин (Северна Каролина)
Евергрин (енгл. Evergreen) насељено је место без административног статуса у америчкој савезној држави Северна Каролина.

## Демографија
По попису из 2010. године број становника је 420.
| Група             | 2000.    | 2010.       |
| Белци             | 0 (0,0%) | 215 (51,2%) |
| Афроамериканци    | 0 (0,0%) | 199 (47,4%) |
| Азијати           | 0 (0,0%) | 0 (0,0%)    |
| Хиспаноамериканци | 0 (0,0%) | 3 (0,7%)    |
| Укупно            | 0        | 420         |